# 上井草駅
上井草駅（かみいぐさえき）は、東京都杉並区上井草三丁目にある西武鉄道新宿線の駅である。駅番号はSS12。杉並区の駅では最も北にある。

## 歴史
- 1927年（昭和2年）4月16日 - 開業。
- 1987年（昭和62年）3月5日 - 南口新駅舎の供用を開始。
- 1993年（平成5年）5月24日 - 南口に自動改札機および回数券対応の自動券売機を設置。
- 1994年（平成6年）ごろ - 北口に自動改札機を設置。
- 1999年（平成11年）ごろ - 車掌所持のワイヤレスマイク操作による発車メロディの使用を開始。
- 2000年（平成12年）ごろ - パスネット導入に従い、自動改札機・自動券売機を更新。
- 2006年（平成18年） - PASMO導入準備のため、タッチパネル券売機を設置。
- 2007年（平成19年）8月 - 南口のみ、定期券対応の自動券売機を設置。
- 2008年（平成20年）3月23日 - 発車メロディを『機動戦士ガンダム』主題歌に変更、南口にガンダムのモニュメントが設置される。当日はケロロ軍曹が一日駅長を務めた。[1][2]
- 2010年（平成22年）10月 - 南口に設置した自動券売機を更新し、定期券対応機を含め全ての券売機がタッチパネル式となる。
- 2012年（平成24年）11月30日 - 南口新駅舎の供用以来25年半にわたり営業した改札口横の「西武売店」の営業を終了する。

## 駅構造
相対式ホーム2面2線を有する地上駅。各ホーム間を連絡する跨線橋は設置されていないために改札内でのホーム間の移動はできない。本川越方面行きホーム側の駅舎が南口で、西武新宿方面行きホーム側の駅舎が北口である。トイレは南口駅舎を入って左側にある。
駅の高架化計画があり、高架化後は島式ホーム1面2線となる予定。
現ホーム有効長は8両編成分だが、両側の踏切まで両ホームともぎりぎりまで延伸しているため、8両編成の電車は踏切歩行者通路まで十センチ前後の位置で停車する（写真参照）。このため、10両編成の普通列車を運行しようとするとドアカットの必要が生じ、かつ踏切の閉鎖時間が長くなることから運行することができない。

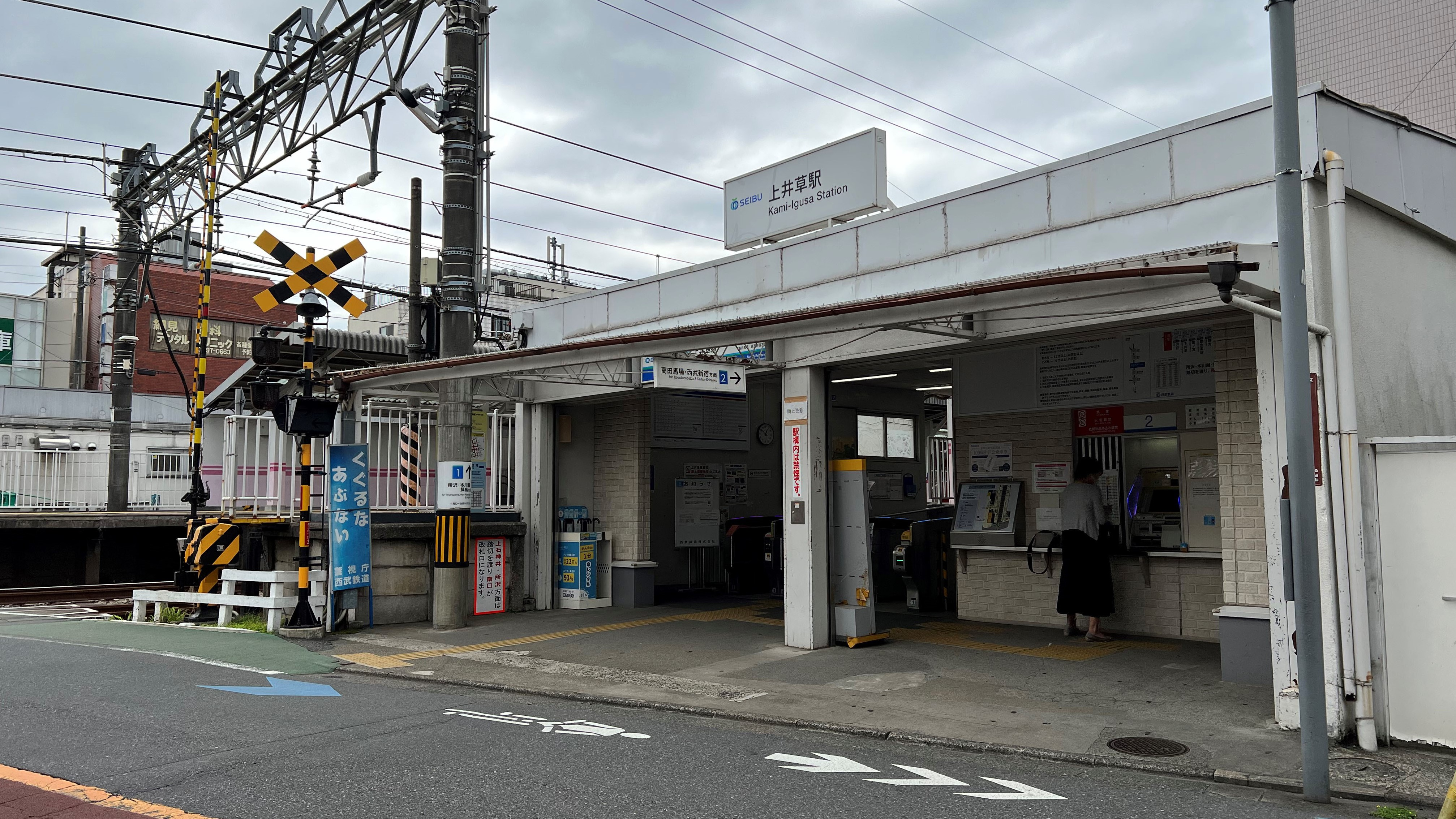
北口（2022年9月）
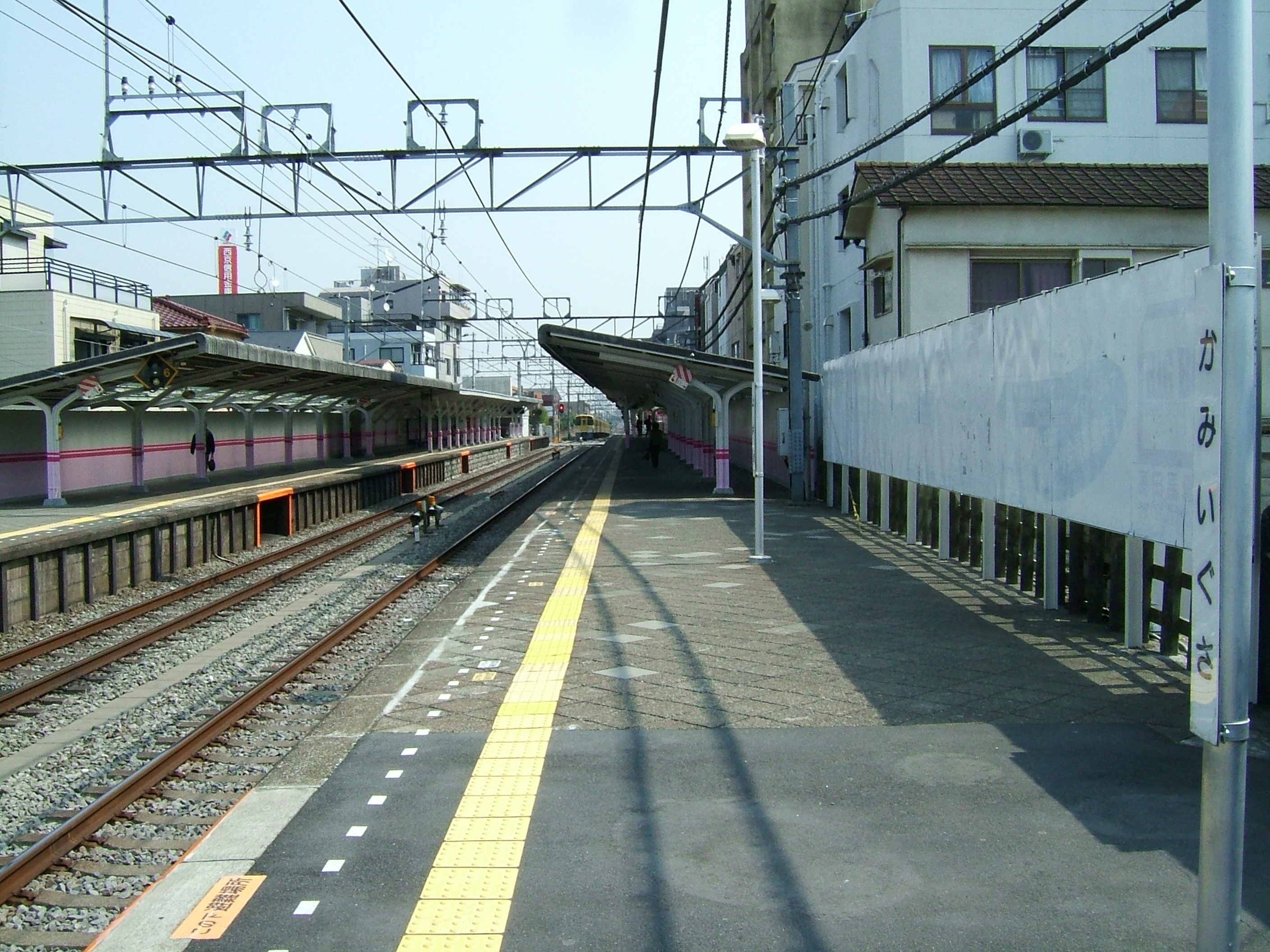
ホーム（2008年3月）
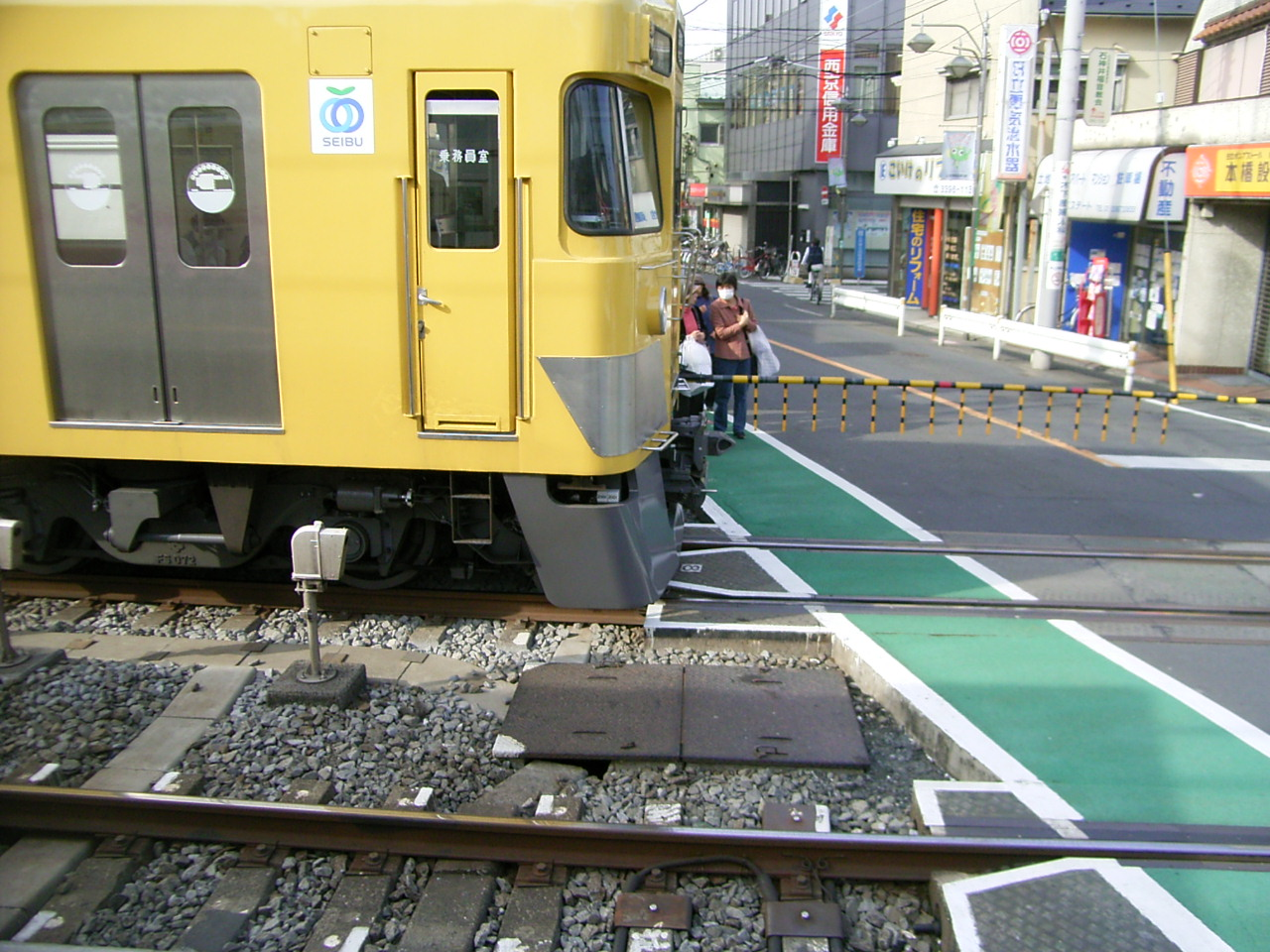
東側踏切の、停車中上り8両編成（西側踏切もほぼ同じ）
南口のガンダム像

### のりば
| ホーム | 路線   | 方向 | 行先                   |
| ------ | ------ | ---- | ---------------------- |
| 1      | 新宿線 | 下り | 所沢・本川越・拝島方面 |
| 2      | 新宿線 | 上り | 高田馬場・西武新宿方面 |

### 発車メロディ
発車メロディは2008年3月23日から、当時近隣に本社が所在していたアニメーション制作会社のサンライズにちなみ、同社の代表作である『機動戦士ガンダム』主題歌「翔べ! ガンダム」が使用されている。上りホームは冒頭部、下りホームはサビの部分を使用している。

## 利用状況
2024年（令和6年）度の1日平均乗降人員は18,819人であり、西武鉄道全92駅中51位。
近年の1日平均乗降・乗車人員の推移は下記の通り。
| 年度               | 1日平均 乗降人員 | 1日平均 乗車人員 | 出典     |
| ------------------ | ---------------- | ---------------- | -------- |
| 1990年（平成02年） |                  | 10,044           | [ * 1 ]  |
| 1991年（平成03年） |                  | 10,273           | [ * 2 ]  |
| 1992年（平成04年） |                  | 10,153           | [ * 3 ]  |
| 1993年（平成05年） |                  | 10,159           | [ * 4 ]  |
| 1994年（平成06年） |                  | 10,192           | [ * 5 ]  |
| 1995年（平成07年） | 20,586           | 10,199           | [ * 6 ]  |
| 1996年（平成08年） | 20,989           | 10,369           | [ * 7 ]  |
| 1997年（平成09年） | 21,001           | 10,382           | [ * 8 ]  |
| 1998年（平成10年） | 20,610           | 10,240           | [ * 9 ]  |
| 1999年（平成11年） | 20,605           | 10,244           | [ * 10 ] |
| 2000年（平成12年） | 20,676           | 10,255           | [ * 11 ] |
| 2001年（平成13年） | 20,799           | 10,278           | [ * 12 ] |
| 2002年（平成14年） | 20,845           | 10,276           | [ * 13 ] |
| 2003年（平成15年） | 20,983           | 10,342           | [ * 14 ] |
| 2004年（平成16年） | 20,743           | 10,224           | [ * 15 ] |
| 2005年（平成17年） | 20,928           | 10,314           | [ * 16 ] |
| 2006年（平成18年） | 21,131           | 10,414           | [ * 17 ] |
| 2007年（平成19年） | 21,155           | 10,457           | [ * 18 ] |
| 2008年（平成20年） | 21,047           | 10,422           | [ * 19 ] |
| 2009年（平成21年） | 20,694           | 10,252           | [ * 20 ] |
| 2010年（平成22年） | 19,944           | 9,943            | [ * 21 ] |
| 2011年（平成23年） | 19,740           | 9,795            | [ * 22 ] |
| 2012年（平成24年） | 19,707           | 9,789            | [ * 23 ] |
| 2013年（平成25年） | 20,030           | 9,981            | [ * 24 ] |
| 2014年（平成26年） | 20,141           | 10,035           | [ * 25 ] |
| 2015年（平成27年） | 20,500           | 10,221           | [ * 26 ] |
| 2016年（平成28年） | 20,833           | 10,400           | [ * 27 ] |
| 2017年（平成29年） | 21,412           | 10,699           | [ * 28 ] |
| 2018年（平成30年） | 21,490           | 10,726           | [ * 29 ] |
| 2019年（令和元年） | 21,302           | 10,628           | [ * 30 ] |
| 2020年（令和02年） | 15,464           |                  |          |
| 2021年（令和03年） | 16,296           |                  |          |
| 2022年（令和04年） | 17,431           |                  |          |
| 2023年（令和05年） | 18,132           |                  |          |
| 2024年（令和06年） | 18,819           |                  |          |

## 駅周辺
練馬区境に近接し、周辺は商店街や住宅が広がる。南口駅前にはガンダムのモニュメントがあり、碑文は『大地へ』。
名勝・旧跡・観光
- 観泉寺
- ちひろ美術館・東京

公共施設など
- 杉並区上井草保健センター
- 杉並区上井草スポーツセンター
  - 上井草総合運動場（上井草球場跡地）
- 石神井消防署
- 杉並上井草郵便局

文教施設
- 早稲田大学上井草グラウンド
- 東京都立農芸高等学校
- 東京都立井草高等学校
- 東京都立杉並工科高等学校
- 中央大学杉並高等学校
- 杉並区立井草中学校
- 杉並区立井荻中学校
- 杉並区立三谷小学校
- 杉並区立四宮小学校
- 杉並区立四宮森児童館
- 杉並区立上井草児童館

主な道路
- 千川通り（東京都道439号椎名町上石神井線）
- 井草通り（東京都道444号下石神井大泉線）
- 八丁通り

塾
- 竹原英語スクール本校

### 路線バス
バス停留所は石神井・大泉方面（駅舎脇）、荻窪・阿佐谷方面とも南口側にある。線路北側、駅前通りと千川通りの交差点付近には「上井草駅入口」停留所があり、下記のうち荻13系統以外は停車する。西武バスが運行する以下の路線が発着する。
上井草駅停留所
- 石神井・大泉方面
  - 荻14：石神井公園駅南口ゆき
  - 荻15：大泉学園駅南口経由 長久保ゆき
  - 荻15-2：大泉学園駅南口ゆき
- 荻窪・阿佐谷方面
  - 荻13・荻14：荻窪警察経由 荻窪駅ゆき
  - 荻15・荻15-1・荻15-2：法務局杉並出張所、荻窪駅経由 阿佐ヶ谷駅ゆき
  - 荻16：法務局杉並出張所経由 荻窪駅ゆき

## 将来の計画
西武新宿線の立体化に関しては、2021年11月26日、井荻駅から西武柳沢駅までの約5.1kmの区間で鉄道を高架化する都市計画を決定し、2024年3月6日に事業認可を受けて事業着手している。
またそれに伴い、上井草駅駅前広場と駅東側のバス通りを整備する計画（杉並区画街路第3号線）を、2021年11月26日に都市計画決定した。

## 隣の駅
西武鉄道
 新宿線
■拝島ライナー・■快速急行・■通勤急行・■急行・■準急
通過
■各駅停車
井荻駅 (SS11) - 上井草駅 (SS12) - 上石神井駅 (SS13)